# Lista de prefeitos de Nova Londrina
Esta é a lista de prefeitos e vice-prefeitos do município de Nova Londrina, estado brasileiro do Paraná.
| Nº | Nome                               | Imagem                         | Partido                                  | Vice-prefeito                                                 | Votos/Válidos         | Início do mandato       | Fim do mandato                                  | Observações                                                                           |
| 1  | Avellino Antônio Cola              |                                | PSD                                      | —                                                             | 578/1.159             | 6 de janeiro de 1956    | 6 de janeiro de 1960                            | Prefeito eleito em sufrágio universal                                                 |
| 2  | João Soares Fragoso                |                                | PSD                                      | —                                                             | 1.857/2.292           | 6 de janeiro de 1960    | 6 de janeiro de 1964                            | Prefeito eleito em sufrágio universal                                                 |
| 3  | Olivier Grendene                   |                                | PDC                                      |                                                               | 2.604/4.795           | 6 de janeiro de 1964    | 31 de janeiro de 1969                           | Prefeito e vice eleitos em sufrágio universal                                         |
| 4  | Halim Maaraoui                     |                                | ARENA                                    |                                                               | 1.965/3.237           | 31 de janeiro de 1969   | 27 de abril de 1969                             | Prefeito e vice eleitos em sufrágio universal cujo titular cassado durante o mandato¹ |
| 5  | Oscar Tomazoni                     |                                | ARENA                                    |                                                               | —                     | 27 de abril de 1969     | 16 de agosto de 1969                            | Vice-prefeito eleito no cargo de Prefeito                                             |
| 6  | Sauer Salum                        |                                | ARENA                                    | —                                                             | —                     | 16 de agosto de 1969    | 31 de janeiro de 1971                           | Interventor nomeado por Decreto Federal nº 64.819/69                                  |
| 7  | Miguel de Oliveira Caires          |                                | ARENA                                    |                                                               | 1.662/2.980           | 31 de janeiro de 1971   | 31 de janeiro de 1973                           | Prefeito e vice eleitos em sufrágio universal                                         |
| 8  | Sady Paviani                       |                                | ARENA                                    |                                                               | 2.175/2.864           | 31 de janeiro de 1973   | 31 de janeiro de 1977                           | Prefeito e vice eleitos em sufrágio universal                                         |
| 9  | João de Alencar Barbosa            |                                | ARENA                                    |                                                               | 1.811/3.495           | 31 de janeiro de 1977   | 31 de janeiro de 1983                           | Prefeito e vice eleitos em sufrágio universal                                         |
| 10 | Arlindo Adelino Troian             |                                | PDS                                      |                                                               | 2.955/5.193           | 1º de fevereiro de 1983 | 31 de janeiro de 1989                           | Prefeito e vice eleitos em sufrágio universal                                         |
| 11 | Idreno Gregório                    |                                | PMDB                                     |                                                               | 3.990/6.494           | 31 de janeiro de 1989   | 31 de dezembro de 1992                          | Prefeito e vice eleitos em sufrágio universal                                         |
| 12 | Waldir José Troian                 |                                | PST                                      |                                                               | 4.084/6.494           | 1º de janeiro de 1993   | 31 de dezembro de 1996                          | Prefeito e vice eleitos em sufrágio universal                                         |
| 13 | João Fernandes de Almeida          |                                | PDT                                      |                                                               | 2.630/7.544           | 1º de janeiro de 1997   | 31 de dezembro de 2000                          | Prefeito e vice eleitos em sufrágio universal                                         |
| 14 | Manoel Bono Belascuzas             |                                | PDT                                      |                                                               | 2.630/7.544           | 29 de julho de 2000     | 31 de dezembro de 2000                          | Prefeito e vice eleitos em sufrágio universal                                         |
| 15 | Arlindo Adelino Troian             |                                | PMDB                                     |                                                               | 4.976/7.174           | 1º de janeiro de 2001   | 31 de dezembro de 2004                          | Prefeito e vice eleitos em sufrágio universal                                         |
| 15 | Arlindo Adelino Troian             | Umberto César Bussadori (PSDB) | PMDB                                     | 3.957/7.334                                                   | 1º de janeiro de 2005 | 31 de dezembro de 2008  | Prefeito e vice reeleitos em sufrágio universal |                                                                                       |
| 16 | Dornelis José Chiodelli            |                                | DEM                                      | Miguel Rubens Tranin (PPS)                                    | 3.598/7.507           | 1º de janeiro de 2009   | 31 de dezembro de 2012                          | Prefeito e vice eleitos em sufrágio universal                                         |
| 16 | Dornelis José Chiodelli            | PSD                            | Otávio Henrique Grendene Bono Vico (DEM) | 3.356/5.399²                                                  | 1º de janeiro de 2013 | 31 de dezembro de 2016  | Prefeito e vice reeleitos em sufrágio universal |                                                                                       |
| 17 | Otávio Henrique Grendene Bono Vico |                                | PSC                                      | Prof° Roberto Mitsuru Tsunokawa (PT) até 2019 (PDT) após 2019 | 5.544                 | 1º de janeiro de 2017   | 31 de dezembro de 2020                          | Prefeito e vice eleitos em sufrágio universal                                         |
| 17 | Otávio Henrique Grendene Bono Vico | 4.819                          | PSC                                      | Prof° Roberto Mitsuru Tsunokawa (PT) até 2019 (PDT) após 2019 | 1° de janeiro de 2021 | 31 de dezembro de 2024  | Prefeito e vice reeleitos em sufrágio universal |                                                                                       |
| 18 | Luiz Gustavo Maior Bono            |                                | PP                                       | Tânia Regina Pimentel Chiodelli (PSD)                         | 4.016                 | 1° de janeiro de 2025   | Atualidade                                      | Prefeito e vice eleitos em sufrágio universal                                         |

¹Halim Maaraoui foi acusado de subversão, uso de slogan comunista, ataque ao regime, e instigar a população a não pagar impostos. Foi cassado por força do Art. 4º do Ato Institucional nº 5 e teve seus direitos políticos suspensos por dez anos, por determinação do então Presidente Artur da Costa e Silva. Na sequência foi determinada a intervenção federal que vigorou até as eleições de 1971.

²As eleições de 2012 contaram com um número inferior de votos válidos devido a anulação de 2.422 votos ref. ao candidato Arlindo Adelino Troian que respondia a recurso em que havia sido indeferido sua candidatura em primeira instância.